# Pachrophylla linearia
Pachrophylla linearia är en fjärilsart som beskrevs av Blanchard 1852. Pachrophylla linearia ingår i släktet Pachrophylla och familjen mätare. Inga underarter finns listade i Catalogue of Life.